# Pêche sportive
Pour l’article homonyme, voir Pêche.
 (janvier 2014).
La pêche sportive est un type de pêche pratiqué par des amateurs en possession d'une licence sportive et qui a pour objectif le plaisir de la pratique en compétition ou non, et éventuellement la consommation des prises. Ces dernières sont interdites à la vente en France et en Belgique.
Elle tend à être considérée comme un sport à part entière avec de plus en plus de pratiquants, des compétitions dans le monde entier et dans toutes disciplines mais également des pêcheurs recherchant à dépasser leurs limites et faire tomber de nouveaux records. Elle vise, par exemple, à capturer les plus grosses, ou le plus grand nombre de prises possibles en un temps limité. Elle nécessite généralement un équipement plus ou moins sophistiqué, de l'expérience, une bonne condition physique et une certaine patience.
Il est de plus en plus fréquent, lorsque la technique de pêche le permet, que le poisson capturé soit relâché. Cette pratique se nomme le no-kill. Mais cette pratique tue néanmoins beaucoup de poissons. Selon les estimations en provenance du Québec, la pratique consistant à attraper et relâcher les poissons tue jusqu’à 50% des poissons relâchés qui meurent en raison de leurs blessures et de la manipulation. Dans le cas des truites mouchetées, 1.6 millions d’individus meurent après être relâchés dans un lac chaque année au Québec.
La pêche peut se diviser en deux grands types : la pêche en eau douce et la pêche en mer, qui regroupent de nombreuses techniques.

## Techniques de pêche en eau douce

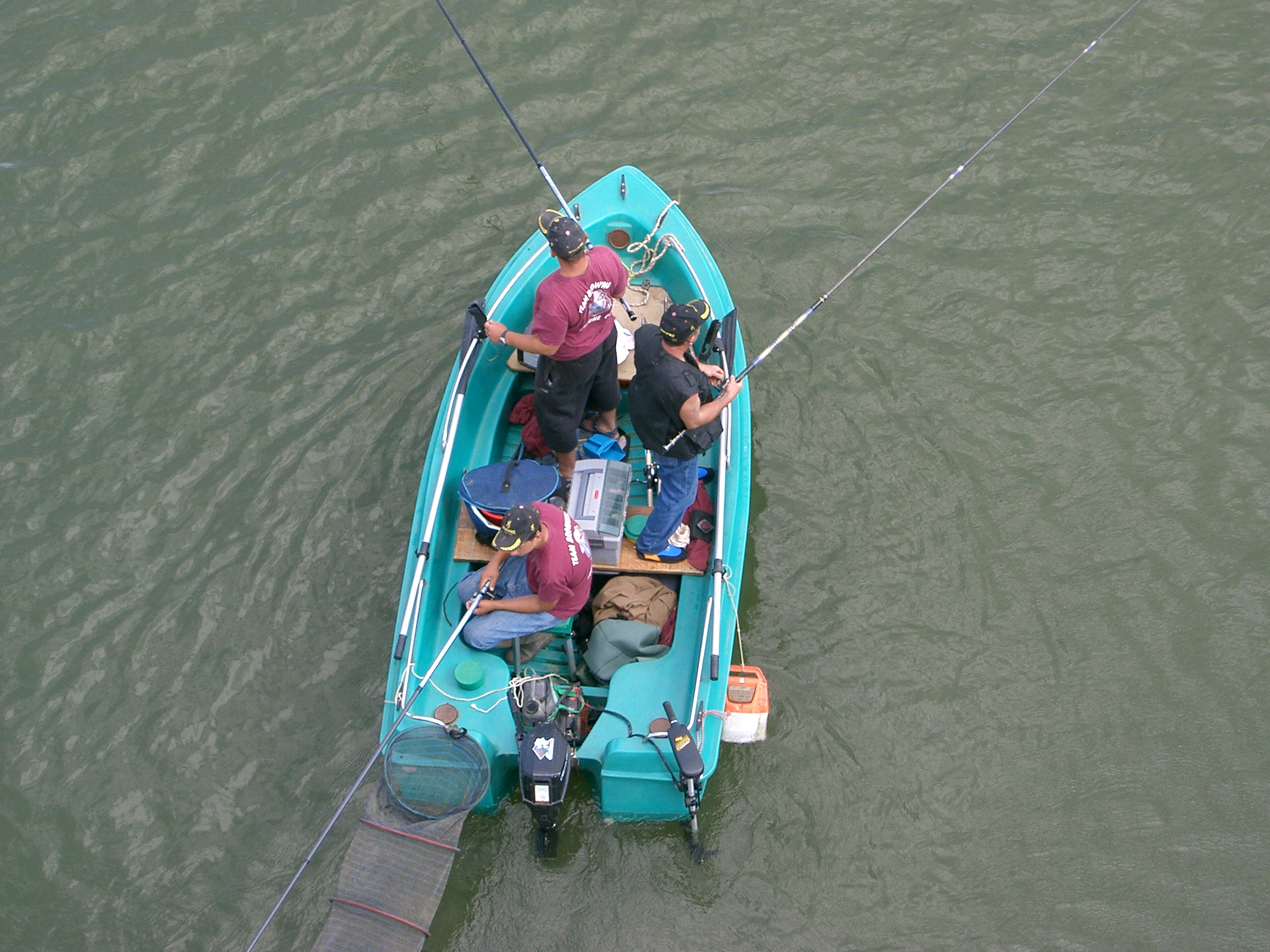
Pêcheurs en barque sur la Saône.

La pêche en eau douce comporte quatre[Lesquels ?] types principaux.

### Pêche au posé

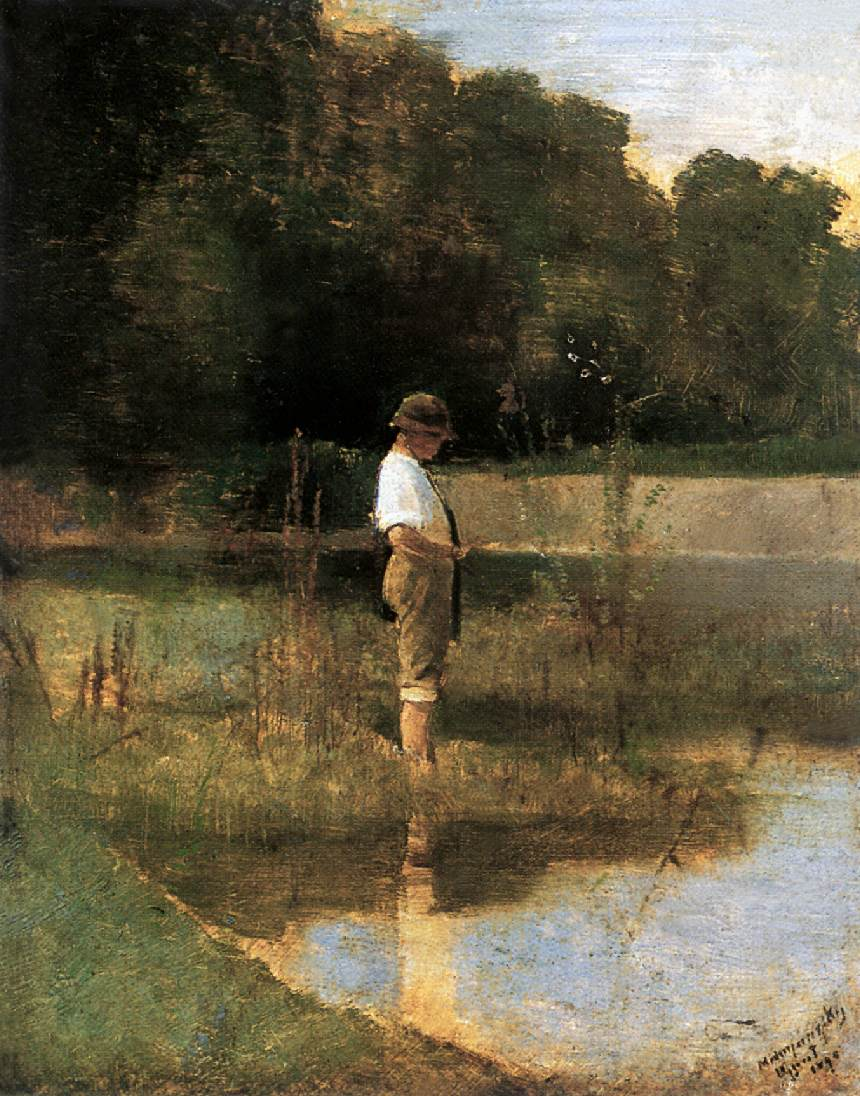
Pêcheur, tableau de László Mednyánszky (1890).

La pêche au posé, ligne morte ou ligne de fond, consiste à présenter une esche aux poissons sur le fond. La ligne est donc composée principalement d'une plombée ou d'un amorçoir (« feeder » en anglais) ou d'un plomb (dont la forme peut varier d'après l'intensité du courant ou la nature du sol).
Il s'agit donc bien d'une pêche au lancer, dont la touche sera détectée par un dispositif de contre-poids (écureuil, une boulette d'amorce sur le fil entre le moulinet et le premier anneau de la canne) ou par un détecteur électronique cher aux carpistes. La touche peut aussi être détectée en observant le mouvement de l'extrémité de la canne à pêche, désigné par l'anglicisme « quiver tip » (« pointe frémissante »).
La pêche de la carpe au posé est dite « pêche en batterie » car elle est bien souvent réalisée à l'aide de trois ou autre cannes posées sur un support.
Cette pratique plus fréquemment utilisée par les carpistes et aussi employée par les pêcheurs à la recherche du carnassier notamment le sandre qui est très friand du poisson mort.

### Pêche au coup
La pêche au coup consiste à attirer le poisson à un endroit déterminé appelé coup. Le principe parait simple, mais de nombreuses règles doivent être connues en fonction du lieu de pêche et de l'espèce de poissons recherchée. On ne peut pratiquer celle-ci que sur les rivières de deuxième et troisième catégorie (rivière lente, fleuve), les canaux, les étangs.
Les espèces de poissons ciblées sont les poissons blancs : ablettes, gardons, brèmes, carpes, tanches, rotengles, barbeaux.
Principe : à partir d'un mélange plus ou moins complexe de farines et de graines de toutes sortes, on confectionne une amorce qui sera lancée à une certaine distance du bord, déterminée par la longueur de la canne, en général entre 4 et 13 mètres. L'amorce attire le poisson sur le coup, zone où l'on viendra pêcher avec une ligne flottante.
Cette pêche est sportive et de nombreux concours ont lieu dans de nombreux pays tant au niveau national qu'international. Il y a également des compétitions inter-nations.
Citons quelques grandes nations qui ont été championnes du monde : l'Angleterre, la France, la Belgique, l'Italie, l'Espagne, le Portugal, ainsi que certains pays de l'Est qui depuis quelques années sont souvent sur les podiums internationaux.
Il faut de nombreuses années de persévérance pour commencer à obtenir des résultats. En France, des Ateliers Pêche Nature (APN) permettent d'évoluer dans cette discipline (Renseignement auprès des fédérations départementales de pêche).

### Pêche au toc

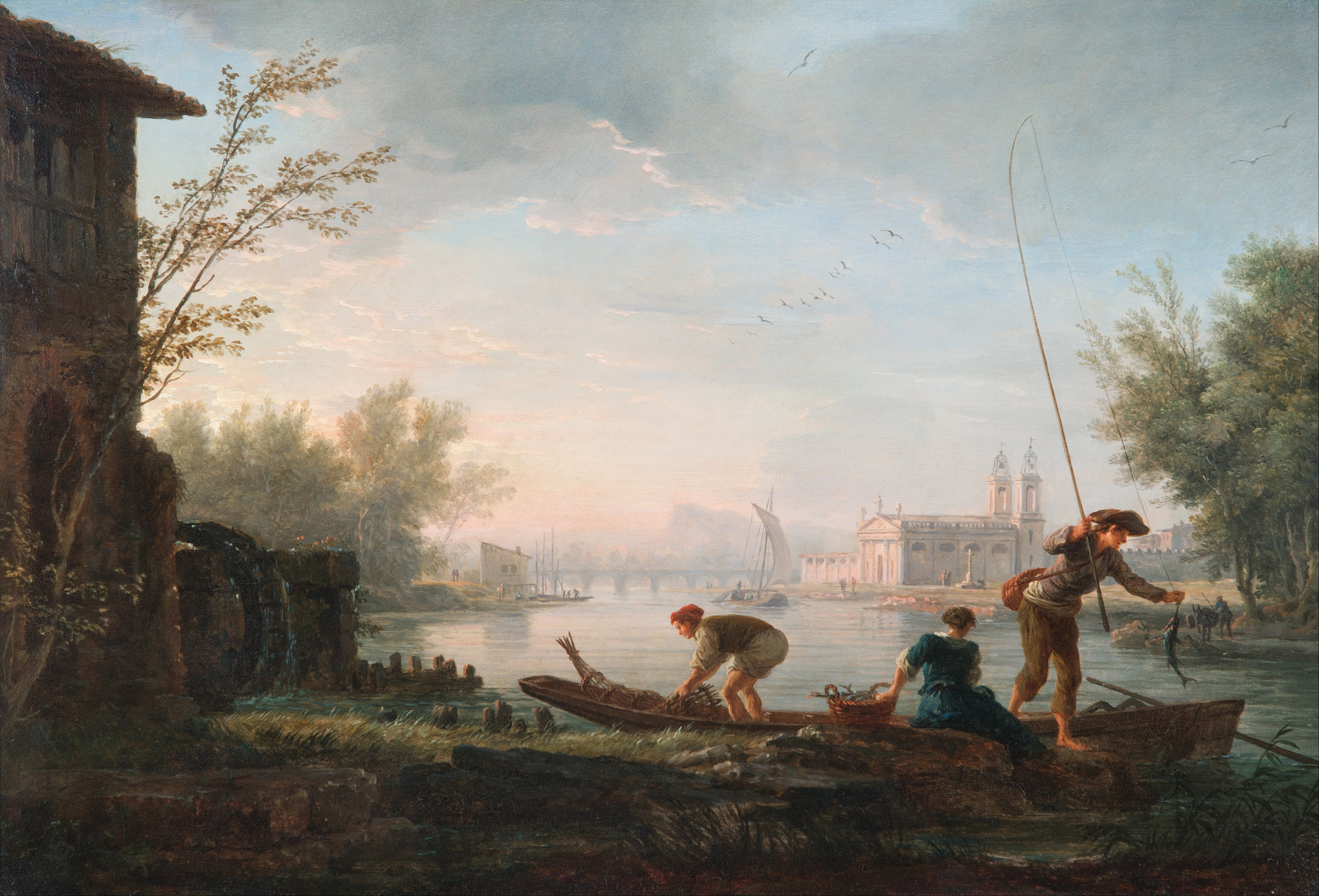
Scène de pêche au XVIIIe siècle.

Cette pêche consiste à capturer la plupart des salmonidés des rivières de haute et moyenne montagne en utilisant des appâts naturels récoltés au préalable sur le lieu de pêche. Les appâts utilisés varient en fonction de la saison, de l'altitude et de l'état de l'eau. Il existe un matériel spécifique, mais il peut être choisi par rapport à la taille du cours d'eau que l'on souhaite prospecter. Une canne à l'anglaise fait parfois l'affaire pour ce mode de pêche. La pêche au toc revient de plus en plus à la mode, un montage avec un bouchon est souvent utilisé permettant de laisser descendre son appât avec le courant du cours d'eau, celui-ci est souvent un ver de terre, de terreau ou une teigne. Cette pêche doit son nom à la tape faite la plupart du temps par les truites s'emparant de l'appât !

### Pêche au vif
Il s'agit d'une pratique partagée par les « pêcheurs au coup » (le coup étant le lieu où on pêche après avoir appâté, parfois plusieurs jours auparavant) et les « pêcheurs au lancer ». Elle consiste à attirer les poissons carnassiers (par exemple silure, brochet, sandre ou perche, en rivière) à l'aide d'un poisson vivant fixé sur l'hameçon.
Sur un coup amorcé pour la pêche de l'ablette il se produit un phénomène particulier que l'on nomme chasse : il peut s'agir de perches qui chassent en groupe ou d'un sandre qui voit un brochet. Les ablettes sautent au-dessus de l'eau et s'enfuient dans tous les sens. La technique employée pour remédier à ce phénomène consiste à monter sur une canne à vif un poisson vivant esché sur un hameçon approprié. La patience est de rigueur et est souvent couronnée de succès. La plupart des pêcheurs au coup ont une canne à vif prête à l'emploi, la présence d'un poisson carnassier sur un poste peut gêner considérablement une partie de pêche. Pour cette raison certains pêcheurs emmènent dans un seau à vif quelques gardons qui serviront d'appâts.
Cette pratique est décriée par les protecteurs des animaux. De plus, certains groupes de pêcheurs préfèrent éviter cette méthode et se tournent vers des techniques plus modernes, comme l’utilisation de leurres électriques, pour attirer les poissons carnassiers. Ces alternatives sont souvent considérées comme plus éthiques et respectueuses de l’environnement.[source insuffisante]

### Pêche à la mouche

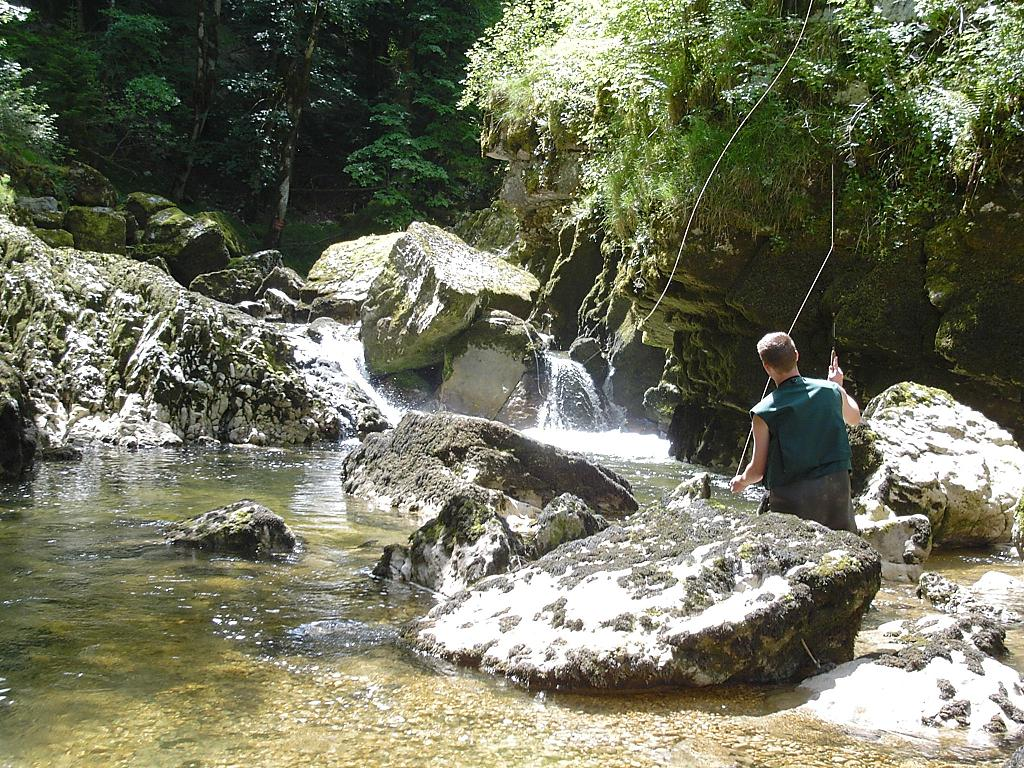
Pêche à la mouche dans la Saine (France).

La pêche à la mouche se pratique avec une canne très souple, un moulinet simple doté d'un frein, et une soie pour pouvoir lancer la mouche. Pour lancer, il y a principalement deux techniques : le lancer fouetté et le lancer arbalète (plusieurs noms). Le principe du lancer fouetté est de balancer la soie en avant - en arrière tout en déroulant la soie du moulinet, la pose de la mouche imite un insecte venant se poser sur la surface de l'eau pour pondre ses œufs. Le principe du lancer arbalète est de tirer sur le corps de la mouche jusqu'à plier la canne. La puissance de la canne fera le reste quand vous relâcherez la mouche. La pose de la mouche se fait généralement moins en douceur, cette pose de mouche imite un insecte mort en vol par exemple. (On utilise le lancer arbalète surtout avec des nymphes à billes.)
La pêche à la mouche se décline en différentes catégories :
- la pêche à la mouche sèche ;
- la pêche à la mouche nymphe ;
- la pêche à la mouche noyée ;
- la pêche à la mouche « streamer » ;
- la pêche à la mouche au buldo.

Ces techniques consistent à imiter, soit les insectes qui pondent leurs œufs à la surface de l'eau (mouches sèches), soit l'éclosion de ces œufs (nymphes et émergentes), soit des insectes noyés ou en vie subaquatique (nymphes et noyés), soit des petits poissons (streamers). Les poissons comme l'ombre, la truite et les autres prédateurs étant consommateurs de ces insectes ou de ces poissons, ils mordent à l'hameçon. La pêche à la mouche permet de prendre tous types de poissons dans des milieux variés (eau douce, eau salée).
Une « mouche » est donc une imitation, nommée aussi « artificielle », qui tend soit à provoquer une attitude agressive de la part du poisson recherché (territorialité), soit à reproduire, plus ou moins parfaitement, l'insecte ou l'alevin dont le prédateur se nourrit. Cette artificielle est généralement faite par le pêcheur lui-même, en fixant sur l'hameçon divers matériaux, plumes et poils variés le plus souvent. Idéalement, cette activité de « montage de mouche » nécessite, outre une grande dextérité, une bonne connaissance de l'éthologie des salmonidés et une expertise certaine en entomologie, mais elle reste praticable par tous.
La première description écrite de pêche à la mouche se trouve dans le Natura Animalium, où Claude Élien (200 ap. J-.C.) décrit une technique de pêche macédonienne consistant à leurrer des « poissons tachetés » (probablement des truites fario) à l'aide d'hameçons recouverts de laine rouge et cerclés de plumes de coq. Il est remarquable de constater qu'au XXIe siècle c'est la même technique, pratiquement inchangée, qui permet aux « moucheurs » de leurrer des truites en imitant Ecdyonurus venosus (éphémère de la famille des Heptagéniidés).

### Pêche au lancer
Cette technique est utilisée en lac, rivière, torrent de montagne et en mer, et se pratique à l'aide d'une canne à lancer équipée d'un moulinet. Les espèces recherché sont principalement des carnassiers, notamment des brochets, perches, sandres, mais aussi achigans et silures (il est possible de rechercher des salmonidés comme les truites et les saumons « au lancer »).
On peut distinguer trois types de pêche au lancer, notamment par le poids des leurres utilisés :
- le « lancer » traditionnel ;
- l'« ultra-léger » ;
- la pêche au leurre.

Le lancer traditionnel se fait à la cuillère, aux devons, aux poissons nageurs, aux leurres souples, aux « jigs », aux « spinnerbaits », aux « buzzbaits » et un tas d'autres leurres.
La cuiller est un leurre constitué d'un hameçon et d'une pièce métallique mobile et fixée en un point de l'hameçon.
Le devon est un leurre tournant.
Le poisson nageur est une imitation de petit poisson. Là aussi, ce sont les vibrations engendrées par le leurre qui provoquent l'agressivité du poisson.
Le leurre souple est un leurre en plastique plus ou moins souple comme l'indique son nom: il existe une multitude de ces leurres. Ce sont souvent des leurres peu coûteux, cela permet ainsi d'en acheter des différents. Ils se révèlent assez polyvalents et efficaces lorsque les conditions sont plus difficiles qu'à l'ordinaire, comme lorsque les poissons sont habitués aux poissons-nageurs.

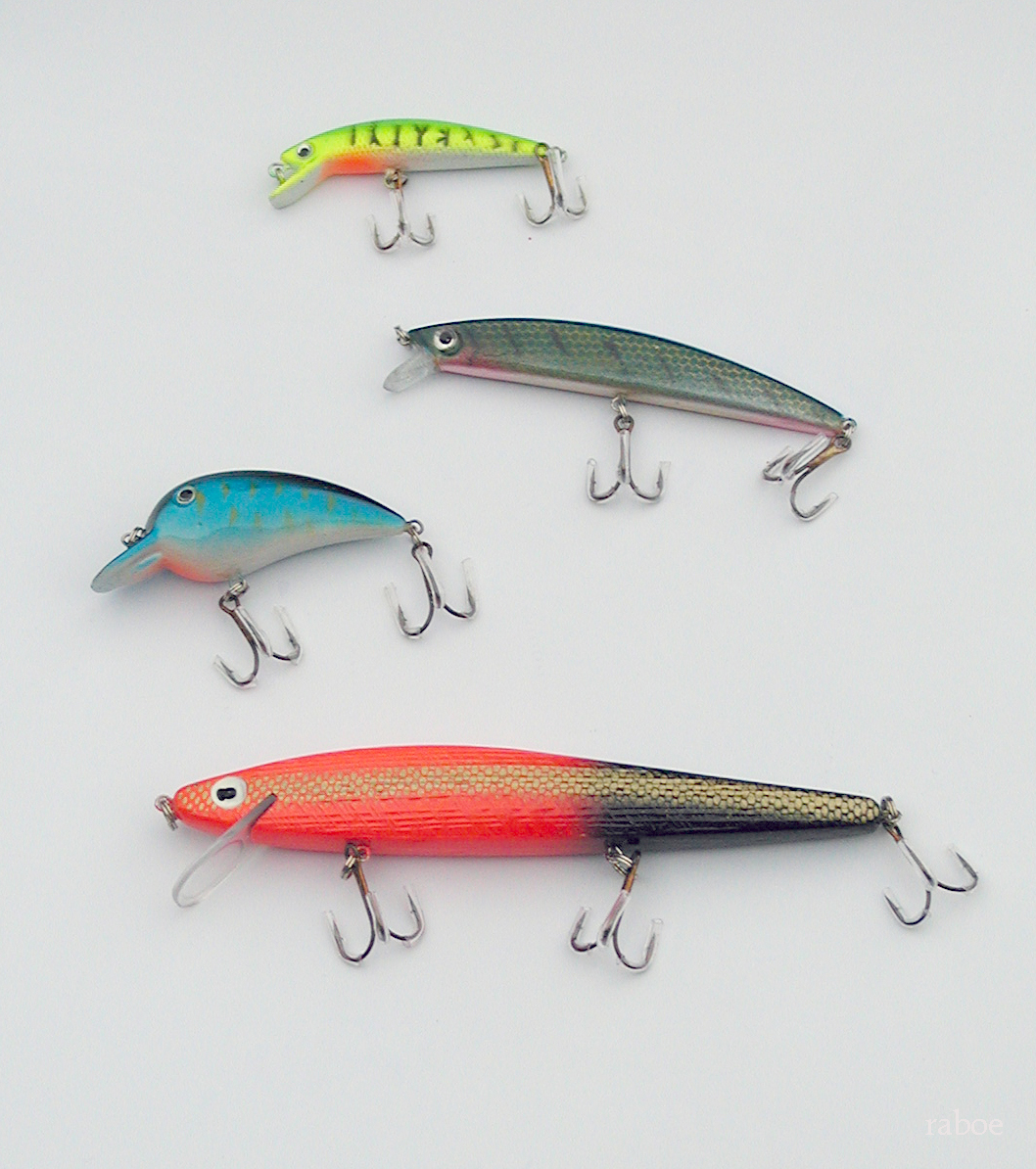
Divers leurres pour la pêche à la traîne.

Des types variés de cuillères volumineuses étant utilisées souvent pour les gros brochets. Par leurs tailles, formes ou couleurs, elles sont adaptées aux espèces, à la luminosité, au type de cours d'eau. Par exemple, en eau trouble, des couleurs lumineuses telle que l'argent sont préférées à la couleur cuivre tachetée de rouge utilisée en torrent de montagne. Le noir est utilisé quand on voit le fond du cours d'eau.
La rotation de la cuillère produit dans l'eau des vibrations s'apparentant aux battements d'ailes d'une mouche s'échappant de l'eau. Ainsi le « jeu » du moulinet est crucial car il conditionne l'efficacité du leurre. Il peut être rapide en été (les poissons sont plus vifs qu'en hiver), ou lent (en hiver, les poissons sont engourdis par le froid donc ne vont pas se déplacer sur beaucoup de terrain), ou saccadé.
Exemples typiques de pêche à la cuiller :
- pêche au brochet (rivières des Alpes) ;
- pêche à la truite (torrents corses).

### Pêche à la traîne
Cette technique consiste à laisser traîner un leurre ou un poisson vif derrière un bateau. Elle se pratique souvent à l'aide d'un écho-sondeur pour suivre les structures et déterminer les endroits les plus propices. Souvent cette pêche est utilisée comme prospection. Une fois qu'une prise est faite, on pêchera au lancer sur le lieu où cette prise a été faite.
Plusieurs accessoires de pêche à la traîne existent :
- downrigger : boulet de plusieurs kilos auquel on fixe la ligne. Cette technique permet d'atteindre de grandes profondeurs ;
- dériveur de surface : flotteur avec des guides qui permet d'entrainer la ligne en dehors du sillage du bateau, pratique pour les eaux peu profondes et ainsi éviter d'effrayer le poisson ;
- plaque de plongée : plaque qui fait descendre la ligne très profondément. La précision n'est pas aussi grande qu'avec le downrigger, elle requiert un équipement lourd ;
- marcheur de fond : permet d'atteindre des profondeurs intermédiaires mais surtout de s'assurer qu'on est directement au fond.

## Techniques de pêche en mer
La pêche en mer comprend des techniques différentes selon le lieu de pratique.

### Du bord

#### Surfcasting
Littéralement « lancer dans la vague », cette pêche est pratiquée sur tous les littoraux, notamment depuis une plage. La technique consiste à propulser, à l'aide d'une canne de lancer, ses appâts dans les vagues et attendre la touche des poissons venant au bord pour se nourrir. Les touches sont visibles sur la canne posée sur une pique plantée dans 
le sable ou les galets, ou un trépied. La canne peut également être tenue par le pêcheur pour mieux sentir les touches.
Cette pêche se pratiquant dans les vagues donc dans des zones de turbulence, on utilise un plomb dit « plomb-grappin » muni de trois ou quatre branches qui va stabiliser la ligne en accrochant le fond sableux. Elle connait d'autant plus de succès si la mer est forte, la nuit, au lever et coucher du soleil et si l'on s'attache à utiliser pour appâts des vers ou coquillages présents dans les zones pêchées. Elle peut être itinérante.
La ligne est généralement composée d'un corps de ligne sur lequel sont attachés un ou plusieurs hameçons et au bout duquel est fixé le lest. Le montage (hameçons, plomb grappin, perles, etc.) sera fonction du site de pêche, du poisson recherché, des conditions climatiques (vents, courants…).
Les espèces le plus souvent recherchées en Europe sont les bars ou loups, les sars, les dentis, les daurades royales, les daurades grises, les merlans ainsi que les poissons plats (soles, plies).
Pour lancer sa ligne, le pêcheur pénètre plus ou moins dans la mer depuis une plage, généralement vêtu d'une combinaison étanche le protégeant jusqu'au haut du corps. Cette discipline, très technique, voit des pêcheurs du monde entier s’affronter sur les rivages de toutes les mers du globe. Des compétitions nationales ou internationales sont organisées par les fédérations ou les grands clubs.

#### Pêche à la calée

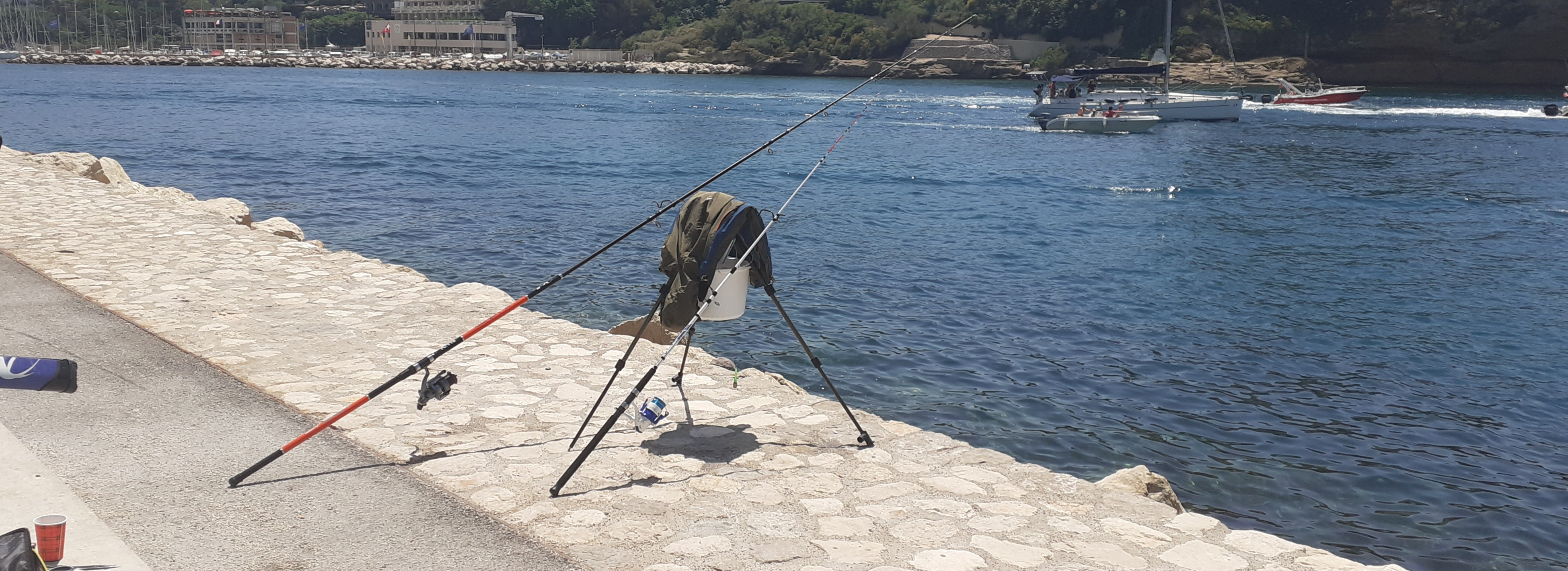
Pêche à la calée sur trépied.

Pêche de loisirs et moins sportive que le surf-casting, cette technique consiste à propulser depuis un poste fixe (« calé »), à l'aide d'une canne de lancer, un appât depuis le bord de mer (littoral rocheux, digue, jetée) et attendre la touche des poissons venant au bord pour se nourrir. Les touches sont visibles sur la canne posée sur une pique plantée dans le sable ou coincée dans les rochers, ou un trépied. Cette technique active (le pêcheur tient sa canne pour ressentir les touches) ou passive (la canne est posée au sol, équipée ou non d'un avertisseur de touche) se pratique de jour comme de nuit.

#### Pêche au leurre
Cette technique se distingue de la pêche calée par les lancers répétitifs que réalise le pêcheur depuis son poste. Le montage de la ligne diffère également : le plomb (lest) est remplacé par un buldo et l'appât naturel par un leurre qui est animé par le pêcheur. Sportive, cette technique est souvent utilisée le soir et de nuit et vise les carnassiers (loups, etc.).

#### Pêche au coup avec bouchon ou flotteur

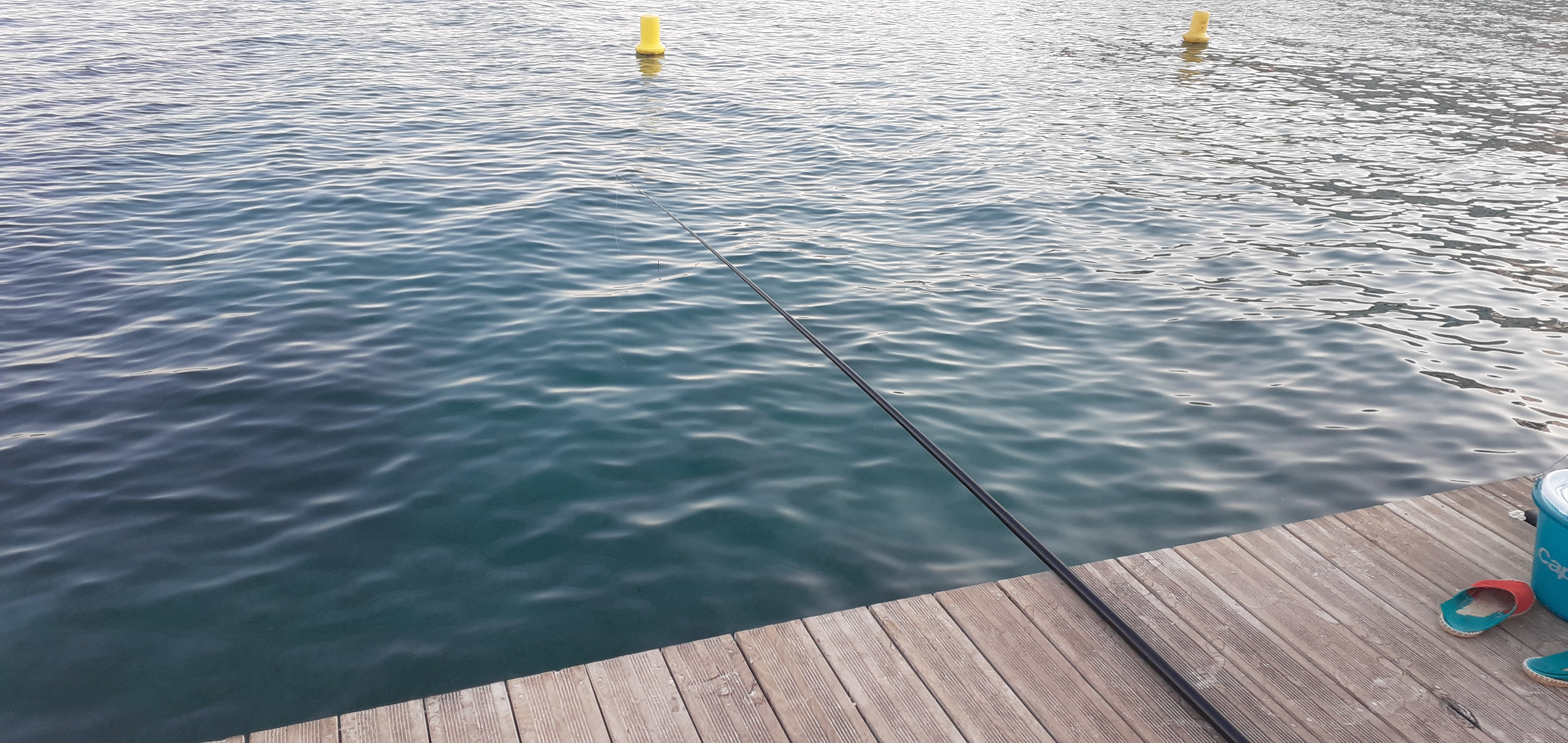
Pêche au coup avec flotteur.

Cette technique, rudimentaire et ne nécessitant pas un matériel élaboré, permet aux débutants de s'initier à la pêche. Elle exige moins de concentration et de manipulations que la pêche dite « calée » avec moulinet. Activité ludique pour les enfants, elle est destinée à attraper en premier lieu les poissons de roche de petite taille (girelle, roucaou, etc.).

### En mer depuis un bateau

#### Pêche à soutenir
Cette technique consiste à laisser descendre la ligne sur le fond puis attendre la touche. Il s'agit d'une pêche active, par opposition à la pêche au poser, où le pêcheur garde la canne en main. Le montage se compose d'un plomb lourd et d'une ou plusieurs potences présentant un appât approprié. Simple à mettre en œuvre, cette technique demande une bonne connaissance des eaux et des poissons y vivant ainsi que la nature du fond grâce à une carte sédimentologique du SHOM.
Ce type de pêche permet de cibler les espèces voraces que l'on pêche généralement avec deux petites potences. Elle permet aussi, à l'aide d'une seule longue potence, de viser les poissons plus méfiants ou les espèces imposantes telles que les congres, les grosses raies et les roussettes.
Les appâts les plus utilisés sont les néréides et les arénicole, bien que n'importe quel autre appât carné posé sur le fond convient en fonction de l'espèce visée. À la touche d'un gros poisson, il faut ferrer d'un mouvement ample et ramener le fil à la limite de la rupture pendant les 10 premiers mètres. La raie par exemple a tendance à s'enfoncer dans le sable et à faire ventouse, il devient impossible de la décoller du fond. La touche de la raie se traduit par une sensation de lourdeur sur la ligne. S'il s'agit d'un congre, il faut tirer exactement pareil : il a tendance à s'enrouler dans les structures — roches ou épaves. Il faut donc le ramener rapidement, puis, passé le cap des 5-6 mètres, continuer un combat plus en finesse.

#### Pêche aux leurres
La pêche aux leurres est une technique de plus en plus pratiquée aussi bien en eau douce qu'en mer. Elle consiste à utiliser un leurre (poisson nageur, leurre souple, cuillère tournante ou ondulante), le but étant de lui donner vie afin d'imiter un vrai petit poisson. Le leurre peut imiter une proie blessée pour stimuler l'appétit du carnassier recherché. Le leurre peut aussi avoir un aspect incitatif pour énerver le carnassier et jouer de son instinct chasseur.
Certains leurres peuvent être récupérés linéairement, d'autres doivent impérativement être animé par le pêcheur de carnassier qui a développé de nombreuses techniques comme le walking the dog (nage en zigzag) ou le stop and go (pause puis reprise de l'animation). Depuis peu nous voyons apparaitre de nouvelle technique comme le streetfishing (pratiqué énormément sur les bords de Seine à Paris) ou encore le rockfishing avec des montages très légers comme le drop-shot (hameçon monté au-dessus du plomb) ou le wacky (un leurre souple piqué au milieu, sur son centre de gravité).
De nombreux carnassiers répondent aux leurres en eau douce comme en mer. On peut citer les poissons emblématiques tels que le brochet, le sandre, la perche ou en mer le bar, le lieu jaune, la morue ou le thon rouge. Le matériel de pêche (canne, moulinet, fil et leurre) varie énormément en fonction de la technique pratiquée et du poisson recherché.
In linea di principio, chiunque può pescare in mare, purché rispetti le leggi e le normative vigenti. Tuttavia, va notato che spesso il mare non è considerato un'acqua pubblica e quindi possono essere applicate regole speciali.

### La mitraillette
Ce type de pêche ne nécessite pas une expérience très développée, ni un matériel coûteux :
un corps de ligne sur lequel sont fixés de cinq à dix hameçons munis de plumes souvent rouges ou blanches, mais pouvant tout aussi bien être vertes, ou jaunes, lesté d'un plomb de 30 à 80 g (300 à 800 g c'est trop selon l'ancien auteur) selon la profondeur souhaitée, l'action de pêche se résumant à une dandine régulière. Utilisée pour tous les poissons vivant en banc : maquereaux, orphies, morues...

### La pêche aux gros
La pêche aux gros, ou « big game fishing », est la pêche aux gros poissons de mer, espadons mais aussi requins, thons, carangues, etc.. La pêche au requin et à certaines espèces de thon est interdite ou strictement réglementée.
Le matériel le plus souvent utilisé est un ensemble moulinet 9/0 et canne 30⁄50 lb ou 50⁄80 lb.
La principale structure en France est créée en 1984 : le Big Game Fishing Club de France, dont l'aviateur Pierre Clostermann devenait président d'honneur.

## Pêche sous-marine
Elle se pratique en apnée et consiste à flécher (on dit aussi « tirer » ou « harponner ») sous l'eau certains poissons et céphalopodes ainsi qu'à prélever à la main certains crustacés et mollusques.

## Presse et médias
La presse propose de nombreux titres pour les passionnés de pêche, certaines revues étant présentes depuis plusieurs décennies. On retrouve des magazines généralistes, traitant de toutes les pêches, bien souvent des magazines avec une diffusion importante appartenant à des grands groupes de presse. On retrouve ensuite des magazines spécialisés, plus précis, plus techniques destinés à une catégorie bien précise de pêcheurs : les pêcheurs de carpes, les pêcheurs de carnassiers, les pêcheurs au coup ou encore les pêcheurs en mer qui sont des pêches bien segmentées sur le marché. Sur le marché de la presse halieutique en eau douce, on retrouve une vingtaine de titres différents mais les chiffres de diffusion sont en baisse constante et des titres disparaissent chaque année.
Des magazines de pêche numériques ont fait leur apparition depuis 2012. Certains sont le pendant de revues papiers, d'autres sont des magazines numériques uniquement disponibles sur ce support sous forme de liseuses web ou d'applications numériques, gratuites ou payantes.

## Encadrement
En France, la pêche sportive est classée depuis 2002 comme activité physique et sportive par le ministère des Sports. Elle peut être pratiquée seul, encadrée par un moniteur guide de pêche diplômé, ou au sein d'une fédération sportive.
En France, la Fédération française de pêche sportive (FFPS) dispose d'un agrément de délégation de mission de service public délivré par le ministère des Sports.
Elle organise les compétitions de pêche nationale et participe aux compétitions internationales.
L'encadrement de la pêche de loisir contre rémunération est quant à lui, légiféré par le code du sport.
L'encadrement, l'animation et l'enseignement de la pêche récréative contre rémunération en eau douce comme en milieu maritime n'est permise qu'aux seuls éducateurs sportifs spécialisés dans la pêche de loisir et titulaires d'une carte professionnelle d'exercice délivrée par le ministère des Sports.
Le Syndicat des moniteurs guides de pêche français (SMGPF) est une organisation professionnelle qui regroupe des moniteurs guides de pêche. Il intervient pour promouvoir et défendre la profession et le métier.